# Lista penitenciarelor din România
Aceasta este o listă a penitenciarelor din România.
- Penitenciarul Aiud - Aiud, Alba
- Penitenciarul de Maximă Siguranță  - Arad, Arad
- Penitenciarul Bacău - Bacău, Bacău
- Penitenciarul Baia Mare - Baia Mare, Maramureș
- Penitenciarul Bârcea Mare - Bârcea Mare, Hunedoara
- Penitenciarul Bistrița - Bistrița, Bistrița Năsăud
- Penitenciarul Botoșani - Botoșani, Botoșani
- Penitenciarul Brăila - Brăila, Brăila
- Penitenciarul București - Jilava - Jilava, Ilfov
- Penitenciarul București-Rahova - Rahova - București
- Penitenciarul Chilia Veche - unde erau trimiși deținuții la tăiat stuf [2][3]
- Penitenciarul Codlea - Codlea, Brașov
- Penitenciarul Colibași - Mioveni, Argeș
- Penitenciarul de Maximă Siguranță din Craiova[4][5]
- Penitenciarul Drobeta-Turnu Severin - Drobeta-Turnu Severin, Mehedinți
- Penitenciarul Focșani - Focșani, Vrancea
- Penitenciarul Galați - Galați, Galați
- Penitenciarul Gherla - Gherla, Cluj
- Penitenciarul Giurgiu - Giurgiu, Giurgiu
- Penitenciarul Iași - Iași, Iași
- Penitenciarul Mărgineni - I.L. Caragiale, Dâmbovița
- Penitenciarul Miercurea-Ciuc - Miercurea-Ciuc, Harghita
- Penitenciarul Oradea - Oradea, Bihor
- Penitenciarul de la Ocnele Mari [6]
- Penitenciarul Pelendava - Craiova, Dolj
- Penitenciarul Ploiești - Ploiești, Prahova
- Penitenciarul Poarta Albă - Poarta Albă, Constanța
- Penitenciarul Satu Mare - Satu Mare, Satu Mare
- Penitenciarul Slobozia - Slobozia, Ialomița
- Penitenciarul Târgu Mures - Târgu Mureș, Mureș
- Penitenciarul Târgu Jiu - Târgu Jiu, Gorj [7]
- Penitenciarul Timișoara - Timișoara, Timiș [8]
- Penitenciarul Tulcea - Tulcea, Tulcea [9][10][11]
- Penitenciarul Vaslui - Vaslui, Vaslui
- Penitenciarul de Femei Târgșor - Târgșorul Nou, Prahova [12][13]
- Penitenciarul de Minori și Tineri Craiova[4][14]
- Penitenciarul de Minori și Tineri Tichilești - Tichilești, Brăila
- Penitenciarul-Spital București-Jilava - Jilava, Ilfov
- Penitenciarul-Spital București-Rahova - București
- Penitenciarul-Spital Dej - Dej, Cluj
- Penitenciarul-Spital Târgu Ocna - Târgu Ocna, Bacău[15]
- Penitenciarul-Spital Mioveni - Mioveni, Argeș
- Penitenciarul-Spital Poarta Albă - Poarta Albă, Constanța
- Centrul de Reeducare Buziaș - Buziaș, Timiș
- Penitenciarul Găești - Găești, Dâmbovița
- Centrul de Reeducare Târgu Ocna - Târgu Ocna Bacău
- Centrul de Formare și Specializare a Ofițerilor din Administrația Penitenciară - Arad, Arad
- Școala Națională de Pregătire a Agenților de Penitenciare Târgu Ocna - Târgu Ocna, Bacău
- Baza de Aprovizionare, Gospodărire și Reparații - Jilava Ilfov
- Subunitatea de Pază și Escortare Deținuți Transferați - București
- Penitenciarul Bârcea Mare „găzduiește” peste 1.000 de persoane private de libertate, închisoarea fiind una cu regim deschis și semideschis [16]

## Foste penitenciare din perioada comunistă
- Închisoarea Sighet
- Experimentul Pitești
- Închisoarea Suceava
- Închisoarea Doftana